# Hyophorbe lagenicaulis
Hyophorbe lagenicaulis, con el nombre común de palma botella, palmera botella o palmiste Gargoulette, es una especie de palmera endémica de isla Redonda, Mauricio.

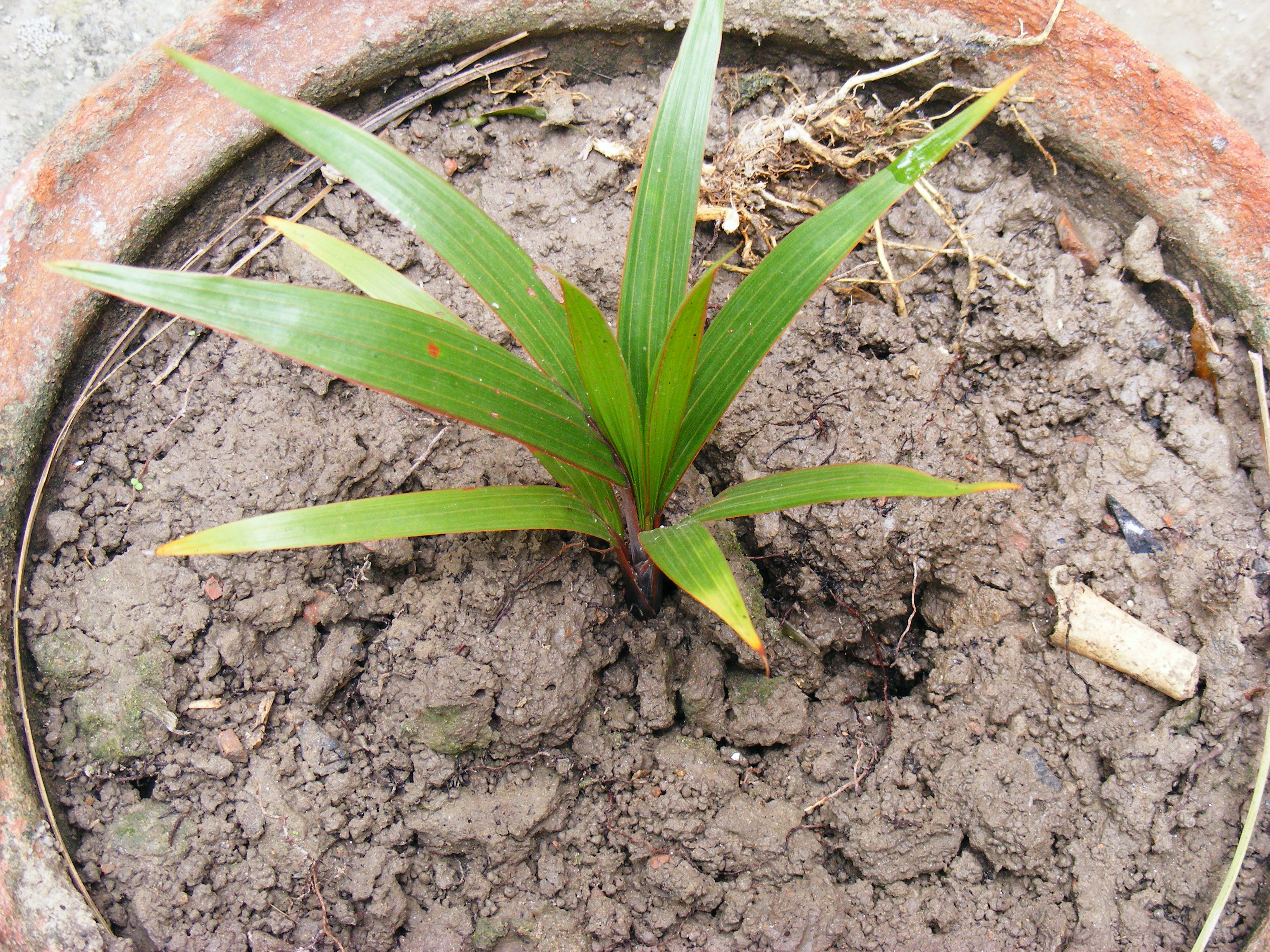
Planta joven

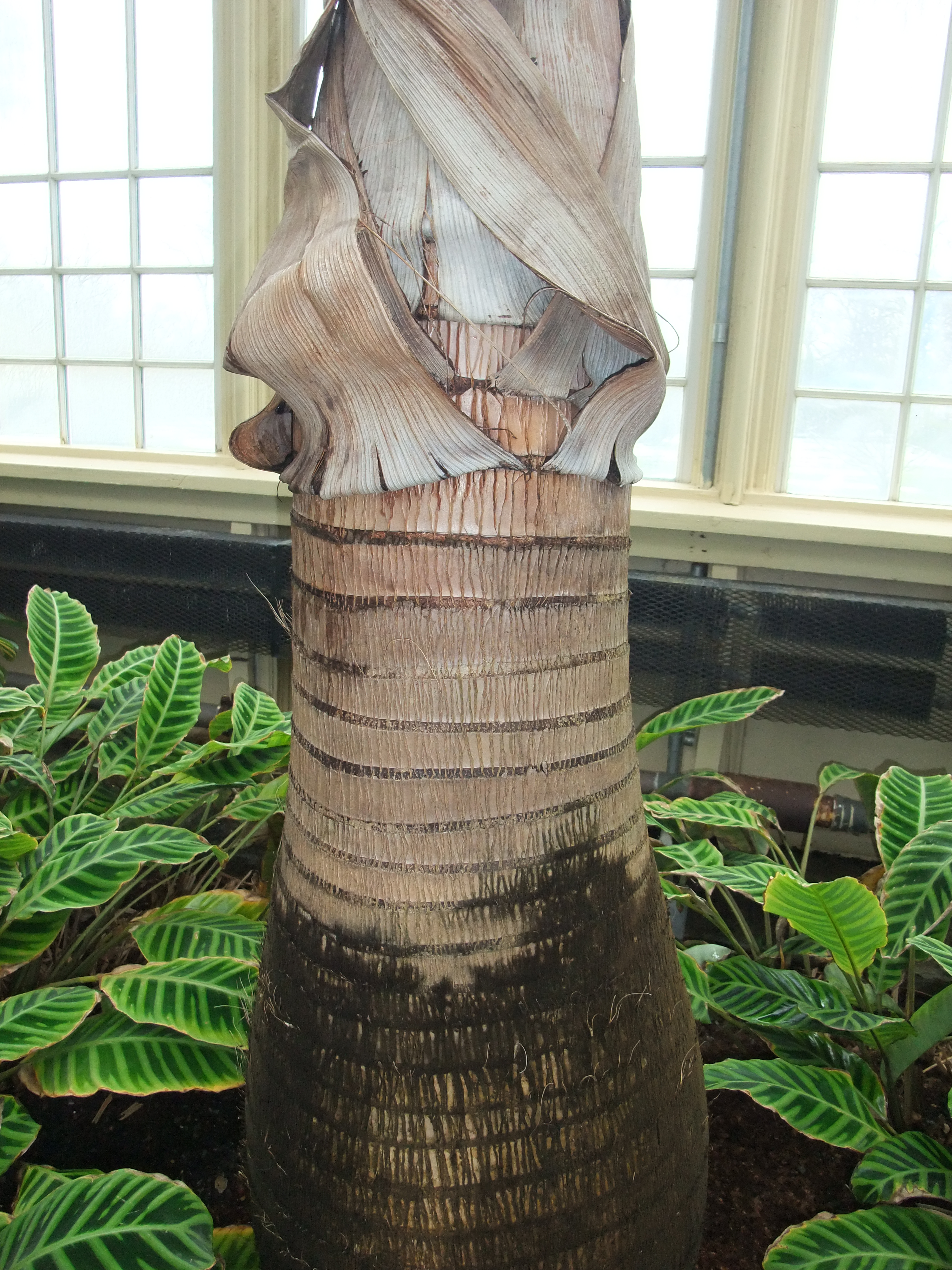
Base del tronco

## Descripción
Es una especie que tiene una gran tronco hinchado (a veces extrañamente). Es un mito que el tronco es un medio por el cual la planta almacena el agua. Sólo tiene cuatro a seis hojas abiertas al mismo tiempo. Las flores surgen de debajo del capitel.
las palmas de botella son muy sensibles al frío y mueren a los 0 °C. o menos si lo soportan en un tiempo apreciable. Pueden sobrevivir a una  helada breve, pero podrían tener daños en el  follaje. Sólo el sur de la Florida ofrece un lugar seguro en los Estados Unidos para crecer esta especie.

## Hábitat
Si bien la destrucción del hábitat puede destruir las últimas palmeras que quedaba en el medio silvestre, la supervivencia de la especie está asegurada debido a su plantación como ejemplar de los trópicos y subtrópicos.

## Taxonomía
Hyophorbe lagenicaulis fue descrita por (L. Bailey) H.E.Moore y publicado en Principes 20: 119. 1976.
Etimología
Hyophorbe: nombre genérico que deriva de las palabras griegas: Hys, hyos = "cerdo" y phorbe = "alimentos", en referencia a la última utilización de los frutos como alimento de cerdos.
lagenicaulis: epíteto
Sinonimia
- Mascarena lagenicaulis L.H.Bailey, Gentes Herb. 6: 74 (1942).
- Mascarena revaughanii L.H.Bailey, Gentes Herb. 6: 72 (1942).[4]